# Gabrielius Vagelis
Gabrielius Vagelis (Vilnius, 16 novembre 1995) è un cantante lituano.

## Biografia
Nato nella capitale lituana, Vagelis ha frequentato il Žvėryno gimnazija dell'omonima città. Ha cercato di rappresentare la Lituania all'Eurovision Song Contest in svariate occasioni; la prima volta nel 2013, edizione in cui ha presentato Sacrifice, e la più recente nel 2023, dove ha gareggiato con Šauksmas. Vėjai ir vanduo, il suo album in studio d'esordio, è stato pubblicato nell'ottobre 2019 e ha debuttato al 14º posto nella Albumų Top 100. Al disco ha fatto seguito l'EP 25.
Nel maggio 2022 viene annunciato che l'artista ha firmato un contratto con la divisione baltica dell'Universal. Sotto la major è avvenuta la pubblicazione del secondo LP, intitolato Žydėsiu, che si è posizionato nella top five della classifica dischi lituana. Lo stesso album ha prodotto i singoli di successo Man moji e Jei leisi; quest'ultimo, in collaborazione con le 69 Danguje, ha segnato il suo miglior posizionamento raggiunto nella hit parade (2ª posizione). Gabrielius Vagelis è stato candidato per due riconoscimenti agli annuali Muzikos asociacijos metų apdovanojimai.
Prizmė, il suo terzo LP, è stato reso disponibile per il consumo a partire dal giugno 2025 ed è entrato al 17º posto della Albumų Top 100.

## Discografia

### Album in studio
- 2019 – Vėjai ir vanduo
- 2023 – Žydėsiu
- 2025 – Prizmė

### EP
- 2020 – 25

### Singoli
- 2013 – Paaukoti tau
- 2013 – Negaliu atsilaikyt
- 2014 – Per pusę
- 2016 – Jausmo namų (feat. Gintė Sičiūnaitė)
- 2017 – Jausti laisvę stipriau
- 2017 – Make Me Stronger (feat. Madu)
- 2018 – The Distant
- 2018 – Gęsta rūkas
- 2018 – Dalis manęs (feat. Kotryna)
- 2019 – Kažkada mane nuves
- 2019 – Išskleisk rankas
- 2019 – Tave čia randu
- 2020 – Vėl iš naujo
- 2020 – Penkeri
- 2021 – My Guy
- 2021 – Jūra
- 2021 – Vieni du
- 2022 – Rytas vėl švinta
- 2022 – Gyvenu
- 2022 – Man trūksta dienų
- 2022 – Man moji
- 2022 – Užkliuvai man už širdies (con Kotryna)
- 2023 – Šauksmas
- 2023 – Jei leisi (con le 69 Danguje)
- 2024 – Tave
- 2024 – Lūpų saldumo (con Gintė)
- 2024 – Vienu ritmu
- 2024 – Šiluma
- 2025 – Pasilik